# Oberwintersbach
Oberwintersbach ist ein Gemeindeteil der Gemeinde Dammbach im unterfränkischen Landkreis Aschaffenburg in Bayern. Der Weiler ist der höchstgelegene, ständig bewohnte Ort im Spessart.

## Geographie
Oberwintersbach liegt auf dem 521 m ü. NHN hohen Berg Geishöhe, südlich von Wintersbach, direkt an der Grenze zum Landkreis Miltenberg. Im Westen fällt das Tal des Rosselbrunngrabens, mit dem Schloss Oberaulenbach, steil ab. Östlich befindet sich Oberkrausenbach. Im Südwesten und Südosten liegen Wildenstein, Wildenthal und Wildensee.